# Большой Патом
Большой Па́том — река в Иркутской области России, правый приток Лены.
Длина — 570 км, площадь водосборного бассейна — 28,4 тыс. км².
Берёт начало в 100 км к северу от города Бодайбо на высоте более 842 метров над уровнем моря. Течёт в глубоком ущелье по Патомскому нагорью, деля его на две неравные части.
В районе устья реки Маракан (465 км от устья) изобилует мелкими перекатами, в 10—15 км ниже притока русло сужается и начинается участок порогов, ширина реки здесь около 38 м, глубина — 1,2—1,3 м, скорость течения — 1,2 м/с, дно каменистое.
Ниже места впадения левого притока — Анангры (434 км от устья) — ширина реки увеличивается до 115 метров, плёсы чередуются с порогами, появляются острова, а по берегам, среди таёжной флоры, встречаются кедры.
В районе устья Саталаха (377 км от устья) множество проток, образующих острова Сорок Островов, сразу за которыми — 7-километровая шивера. При впадении Хайверги (294 км от устья) имеются остатки бывшего геологического посёлка. Ниже устья Тоноды (254 км от устья) Большой Патом становится многоводным, что даёт возможность заходить сюда весной баржам с Лены.
Ширина реки в нижнем течении — 230—255 м, глубина — 2,0—2,5 м, скорость течения — 1,8—2,0 м/с, дно твёрдое. Впадает в Лену в 2334 км от её устья по правому берегу.
Основные притоки — Хайверга, Тонода, Чёлончён, Большая Таймендра и Муода. Населённые пункты на реке — посёлок Маракан и село Большой Патом.
Река используется туристами для сплава, категория сложности — III и IV.

## Гидрология
Питание смешанное, с преобладанием снегового и дождевого. Замерзает в октябре, вскрывается в мае.
По данным наблюдений с 1934 по 1999 год среднегодовой расход воды в 34 км от устья на высоте 162,58 метров над уровнем моря составляет 347,89 м³/с. Максимальный расход 2340 м³/с зафиксирован в июне 1978 года.
| Средний расход воды (м³/с) реки Большой Патом по месяцам с 1934 по 1999 гг. (замеры производились на гидрологическом посту в 34 км от устья) |

## Данные водного реестра
По данным государственного водного реестра России и геоинформационной системы водохозяйственного районирования территории РФ, подготовленной Федеральным агентством водных ресурсов:
- Бассейновый округ — Ленский
- Речной бассейн — Лена
- Речной подбассейн — Лена между впадением Витима и Олёкмы
- Водохозяйственный участок — Лена от впадения реки Витим до водомерного поста села Мача, без реки Нюи